# جوزيف ويليام
جوزيف ويليام (بالإنجليزية: Joseph Hale)‏ هو سياسي بريطاني (وحمل سابقاً جنسية المملكة المتحدة لبريطانيا العظمى وأيرلندا)، ولد في 28 أكتوبر 1913، وتوفي في 7 فبراير 1985. حزبياً، نشط في حزب العمال. في الانتخابات العامة في المملكة المتحدة 1950 ‏، انتخب عضو برلمان المملكة المتحدة الـ39 عن دائرة روتشديل (23 فبراير 1950 – 5 أكتوبر 1951).